# Стефан Старжинський

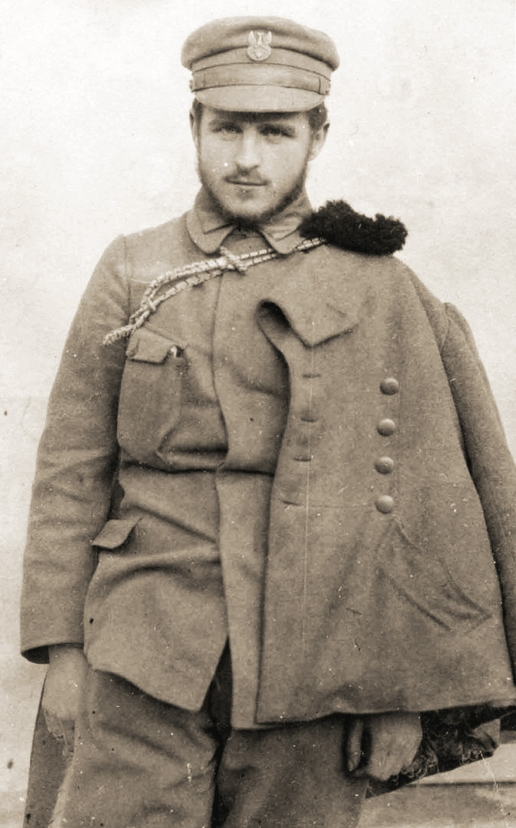
Стефан Старжинський як вояк легіонів

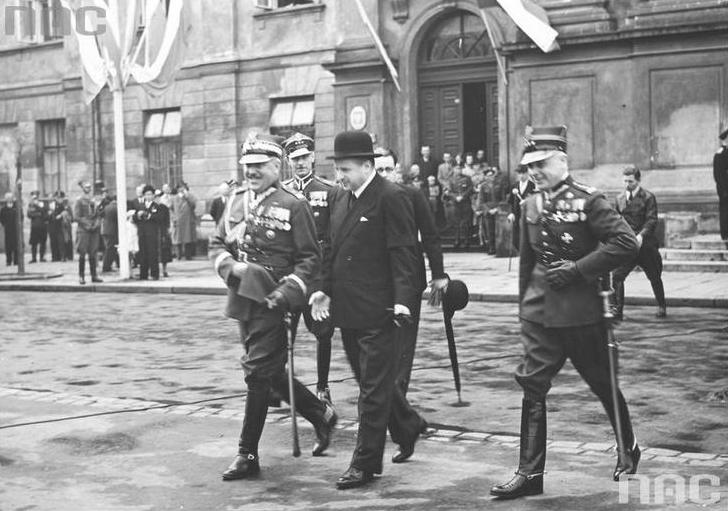
Зліва: Генрик Крок-Пашковський, Стефан Старжинський, Станіслав Махович під час Дня солдата 15 серпня 1939 року у Варшаві

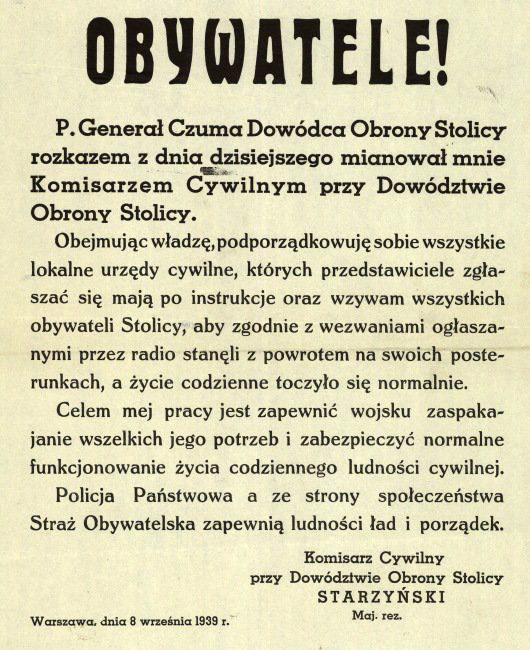
Проголошення Стефана Старжинського цивільним комісаром командування оборони Варшави, 8 вересня 1939 р.

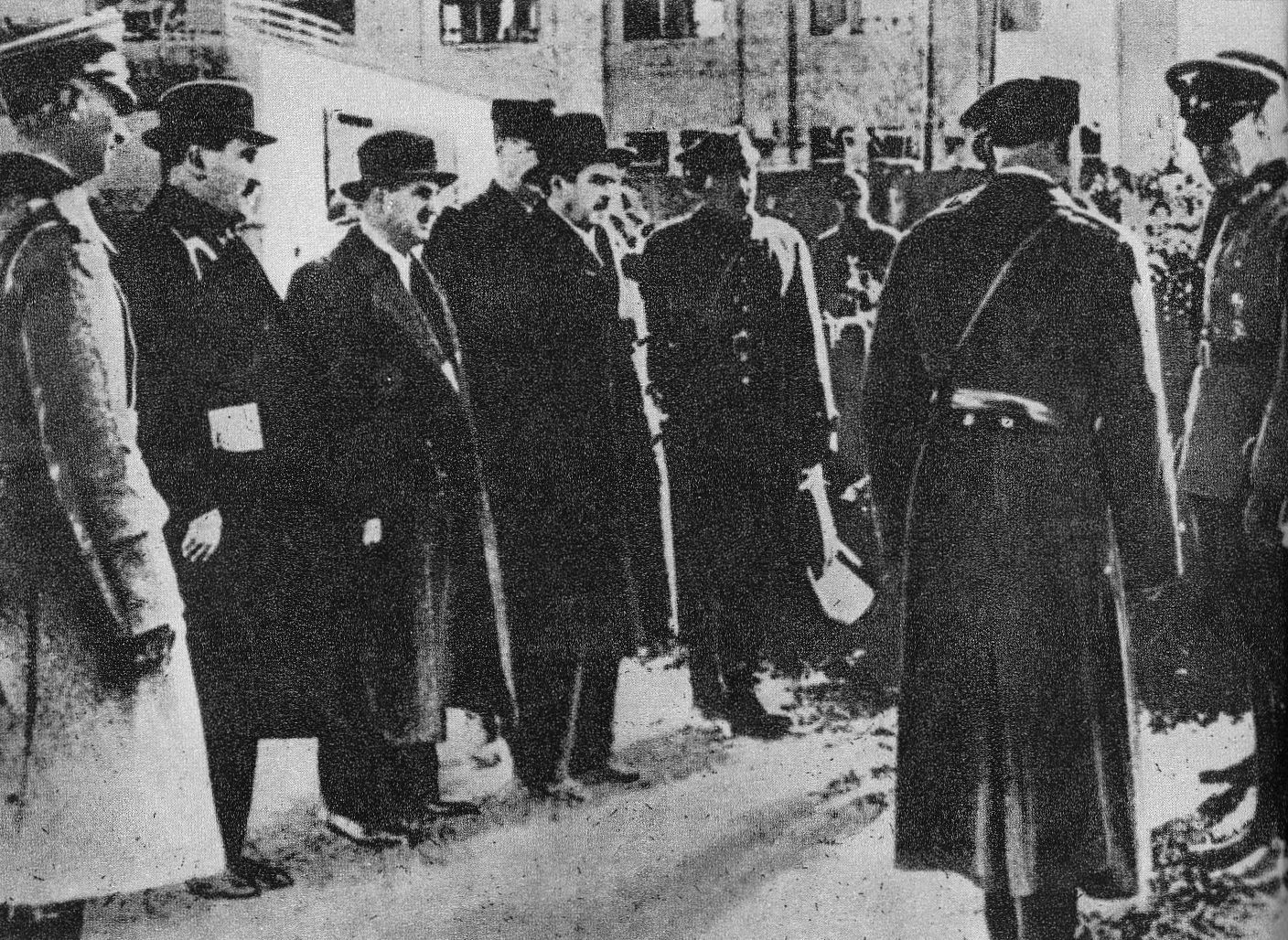
Стефан Старжинський (четвертий зліва) перед підписанням акту про капітуляцію міста, 28 вересня 1939 р.

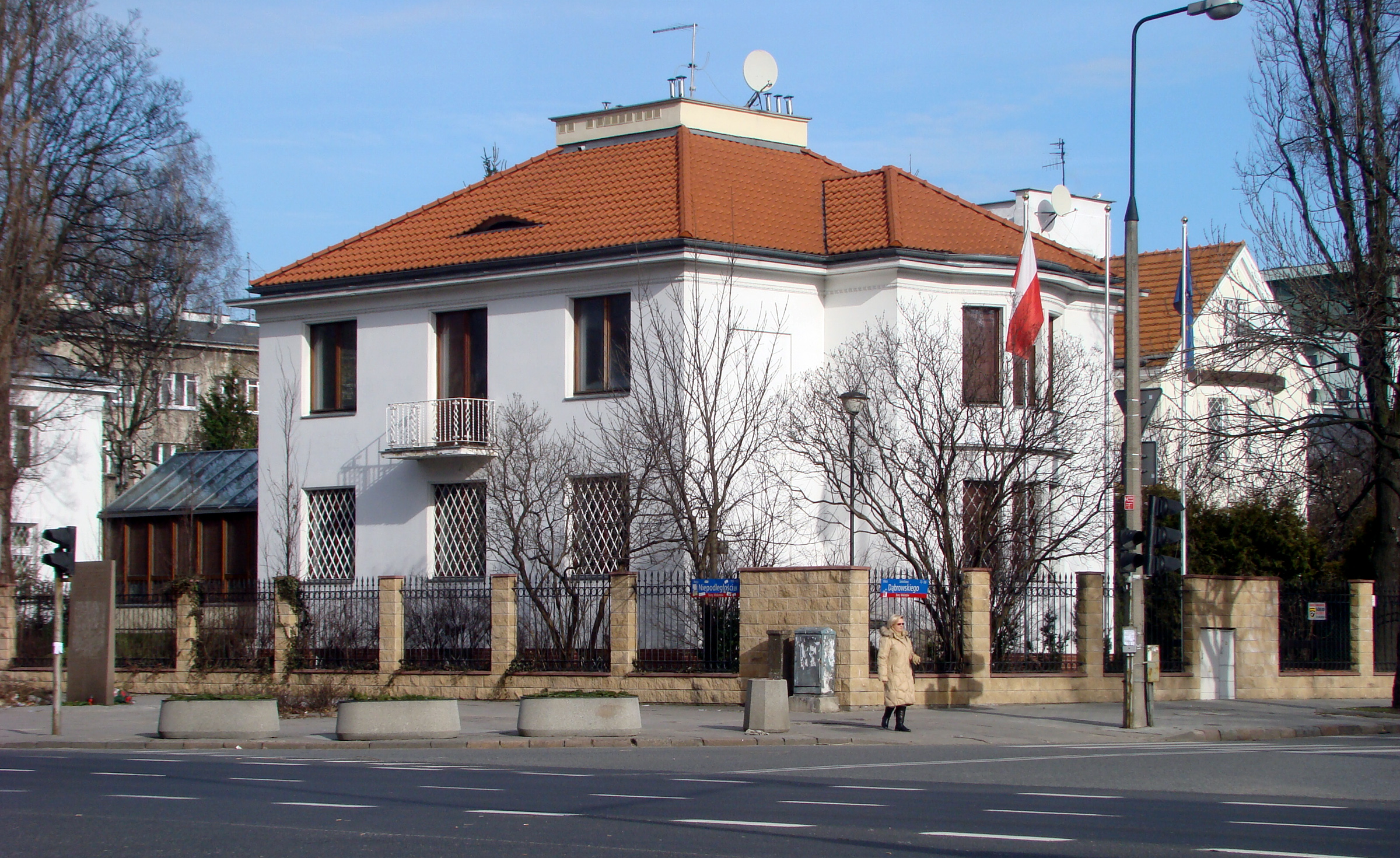
Вілла на вул. Донбровського, 72 (колишня вул.Шустра, 72), де жив Стефан Старжинський. Нині тут знаходиться посольство Марокко

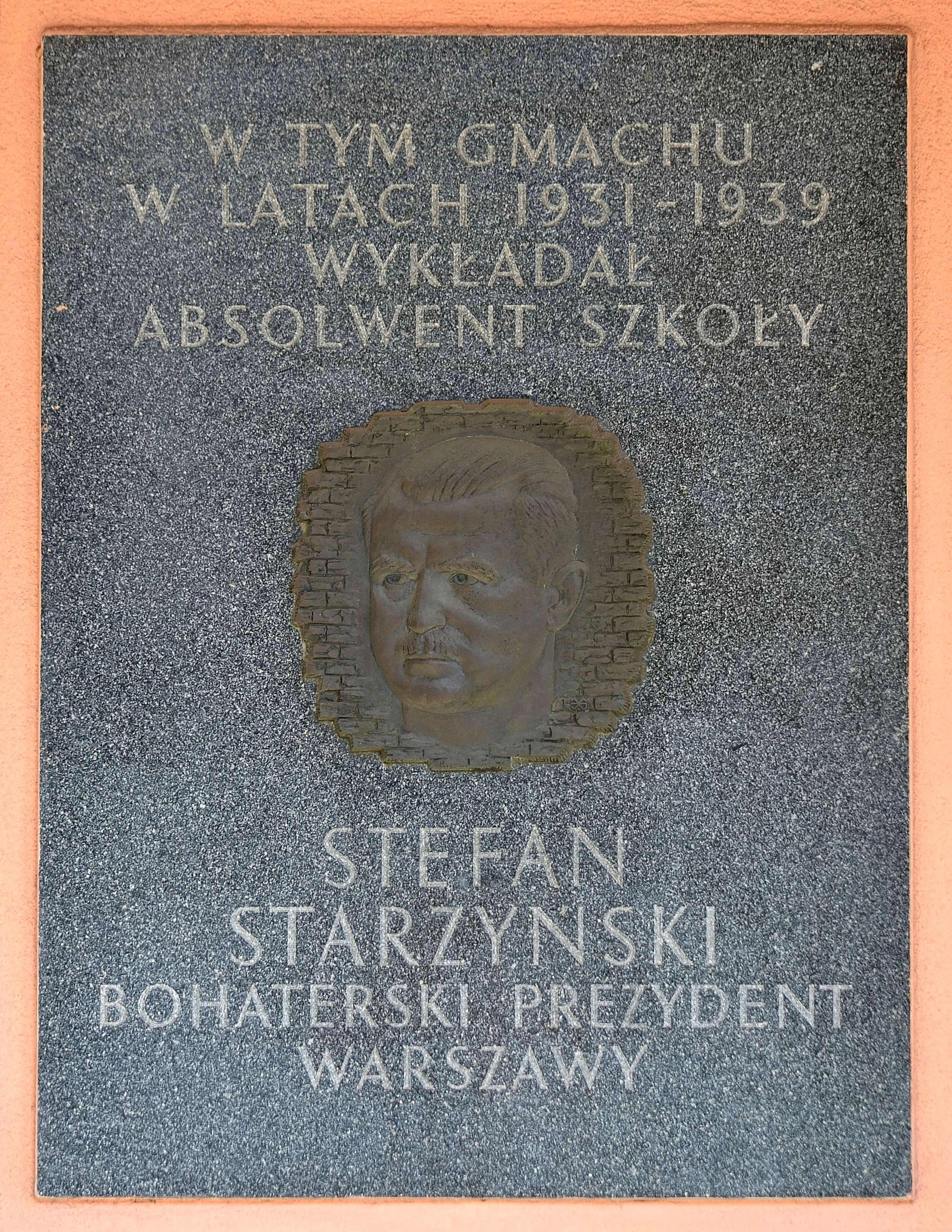
Дошка пам’яті Стефана Старжинського на вході в корпус «А» Варшавської школи економіки на вул. Раковецькій, 24

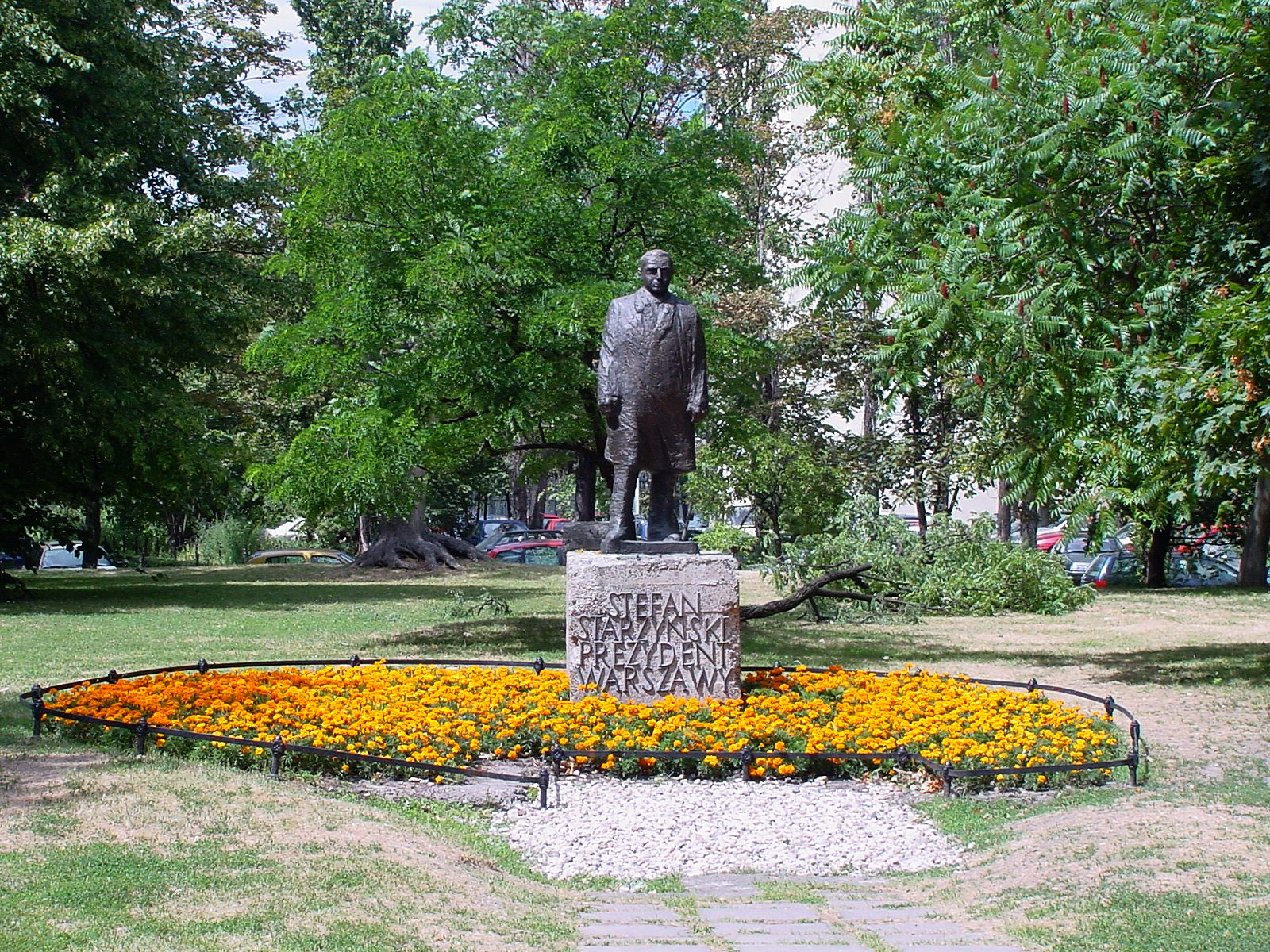
Пам'ятник Стефану Старжинському у Варшаві в Саксонському саду (до 2008 р.)

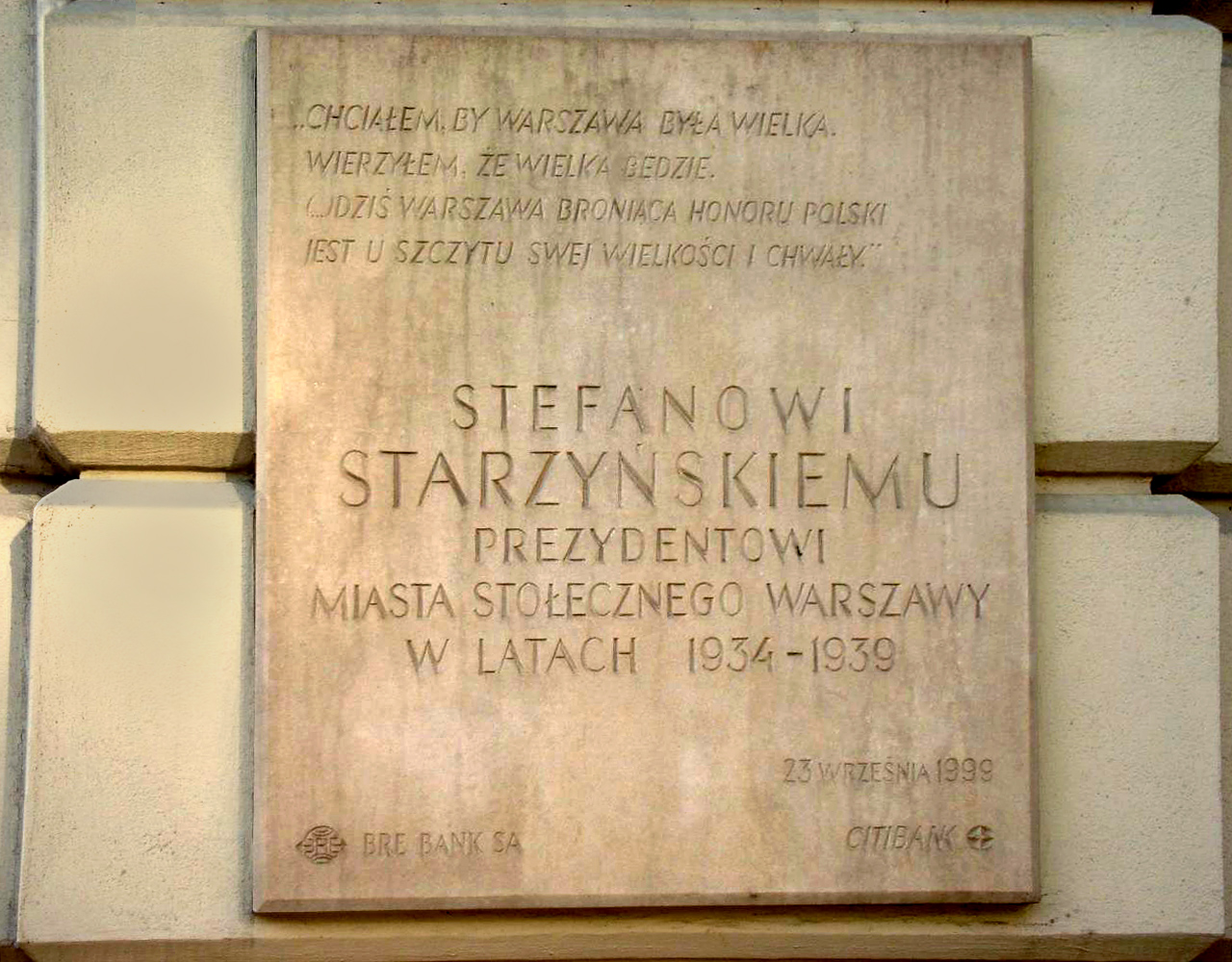
Пам'ятна дошка на фасаді палацу Яблоновських

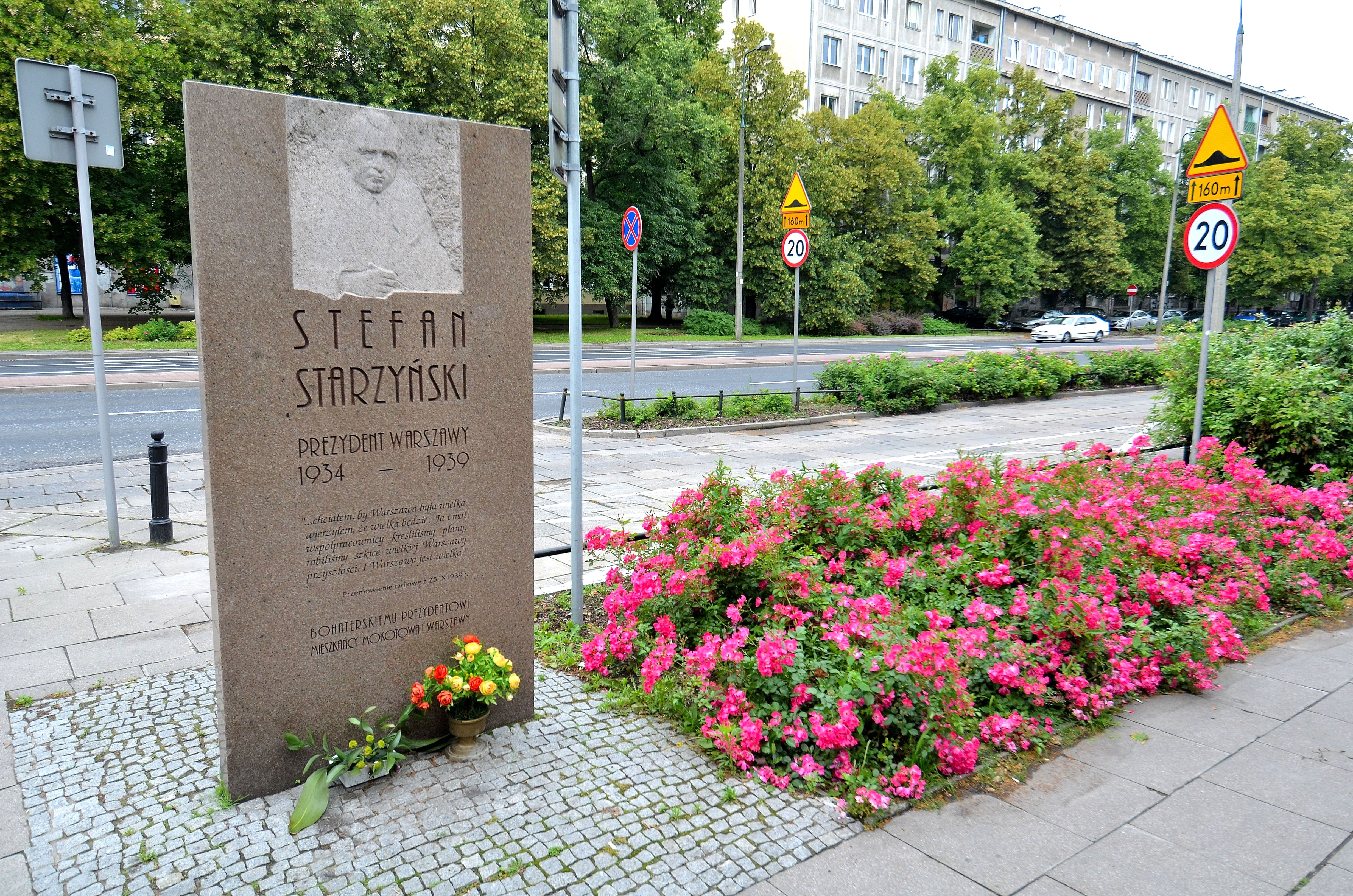
Табличка в проспекті Незалежності, навпроти вілли на вул. Домбровського, 72, де жив Стефан Старжинський

Стефан Броніслав Старжинський, пс. Лев (народився 19 серпня 1893 у Варшаві, помер, ймовірно, між 21 і 23 грудня 1939 у Варшаві чи околицях) — польський політик, економіст, публіцист, майор запасу Війська Польського, мер Варшави (1934-1939), член Президії Найвищої Ради Табору Національного Союзу в 1939 , голова Громадянського комітету під час оборони Варшави в 1939 .Він був  мером Варшави, але призначений урядом, а не обраний міською радою .

## Біографія

### Дитинство і юність
Народився 19 серпня 1893 року у Варшаві на вул. Добрій, 33, як третій син Альфонса Кароля та Ядвіги, уродженої Ліпської. Його мати була вчителькою французької мови, а батько походив із збіднілої знаті, був дрібним писарем, а згодом ремісником. У родинному домі збереглися повстансько-патріотичні традиції. Старшого сина назвали Романом, на честь діда повстанця 1830 року.Дитинство провів у Ловичах. Під час навчання в гімназії він брав участь у шкільному страйку 1905 року, через що був змушений перейти до приватної гімназії. Еміліяна Конопчинського у Варшаві. Після закінчення навчання вивчав економіку на Вищих торговельних курсах Августа Зелінського (нині Варшавська школа економіки ) . Диплом отримав у 1914 р. Також вивчав два семестри права в Варшавськім університеті. Був членом Центральної спілки прогресивно-самостійницької молоді та Стрілецької спілки  (був редактором журналу під псевд. Лев).

### Військова кар'єра
У перші дні Першої світової війни, бажаючи уникнути служби в царській армії, він залишив Варшаву і поїхав до Лодзю, де жила його мати. Він був активним разом зі своєю першою дружиною Юзефою Врублевською Старжиньською (псевд. «Зуза») в Польській національній організації (1917 р. дружина залишила його на Новоріччя Воєводського  ). 22 жовтня 1914 року вступив до польських легіонів. Старший брат Роман завербував його до Військового відділу Вищого національного комітету (НКН). Почувши про можливість облоги Кракова 9 листопада, брати Старжинські разом з Військовим відділом НКН, кадетською школою та гарнізонною ротою евакуювалися на південь Польщі. Відділення було створено в Навші біля Яблонкова. Після розпуску відділу 1 січня 1915 р.  Старжинський був призначений до Військового відділу НКН і став емісаром Велюнського повіту.
15 липня 1915 р. призначений старшиною і референтом Військового відділу НКН у Пьотркові. 8 вересня Старжинського було підвищено до рангу прапороносця та призначено крайовим офіцером і рекрутським комісаром округу Пінчув. Внаслідок призупинення командантом 1-ї бригади Ю. Пілсудським набору до легіонів і сутички з начальником Військового відділу НКН підполк. Владиславом Сікорським, Старжинський ідеологічно пов'язаний з 1-ю бригадою, 15 липня 1915 р. був звільнений з посади офіцера  та зарахований до 5-го полку піхоти Легіонів. На посаді командира взводу 2-го батальйону 5-го піхотного полку пройшов весь бойовий шлях 1-ї бригади. Він воював у битвах під Стоходом, Руткою Сітовецькою та Сітовиче н. Горинь та інші міста. Наприкінці 1915 р. 5-й піхотний полк був дислокований спочатку в Барановичах, а потім на Підляшші та Мазовщині. З Пултуська його делегували до Коморова біля Острув Мазовецької.
5 липня 1917 р. зібрання офіцерів 5-го піхотного полку в Зегже виступило із заявою: «5-й піхотний полк відмовляється прийняти присягу згідно поданого формулювання. Бо вищезгадана роль не ставить нас у залежність від жодної існуючої польської влади, вона позбавлена політичного принципу нашої власної державності і суперечить нашим прагненням до незалежності... На сторожі честі польського вояка, усвідомлюючи наслідки цю опозицію, ми будемо наполегливо захищати нашу гідність". Після кризи присяги Старжинського було звільнено з легіонів і інтерновано в Беньямінов. Під час інтернування 26 листопада помер його батько. З 26 листопада по 4 грудня перебував у позачерговій відпустці у зв'язку з похоронами батька. Взимку 1918 року деякі з інтернованих офіцерів обрали як можливість вижити службу в Польському вермахті. Старжинський не обрав цей шлях. Був у списку 38 звільнених, які хотіли повернутися до навчання чи довоєнної діяльності. Звільнений з табору 01.03.1918 р. Він був змушений пробути поза армією 8 місяців. Старжинський виїхав до Варшави, де влаштувався на роботу в Промислове товариство, водночас продовжував підпільну діяльність щодо військовополонених, які разом із БЧС ППС здійснили понад двадцять нападів на представників окупаційної влади.
1 листопада 1918 року Старжинського призвали до 1-ї офіцерської роти Війська Польського в Дембліні. Коли в ніч з 5 на 6 листопада було створено Тимчасовий народний уряд РП, Старжинський, на підставі наказу начальника штабу командування Війська Польського в Любліні полк. С. Бурхардта-Букацького був призначений до організаційного відділу Штабу. 25 листопада на прохання командувача Хелмським військовим округом полк. Мечислава Рися-Трояновського був переведений до Хелма і призначений ад'ютантом командування цього округу в новому командуванні 25-го полку піхоти та ад'ютантом військ, що діяли в Україні. За наказом Едварда Смігли-Ридзя в листопаді 1918 р. виїхав до Кракова, де організовував патріотичні мітинги та демонстрації. 18 грудня він був офіційно прийнятий до Війська Польського із затвердженням звання поручника, наданого йому генералом Смігли-Рідзом , і призначений до командування генерального округу Варшава як політичний репортажист . 9 березня 1919 року направлений на перший курс штабс-ад'ютантів при Генеральному штабі. 29 квітня після закінчення курсів був призначений до VI Відділу інформації Головного командування польських збройних сил. Спочатку був діловодом ІІІ відділу східних справ, а згодом заступником начальника відділу. 6 червня того ж року було оголошено про його перехід до 2-го відділу Генерального штабу . З 16 листопада по 8 грудня 1919 р. був направлений як представник Головного Командування польських збройних сил до Головного Командування Української Армії, щоб вести переговори щодо переходу українських військ отамана Семена Петлюри. Як старшина 2-го відділу перевозив із Шепетівки отамана Семена Петлюру. Виконуючи цей наказ, він захворів на тиф. Одужав у Варшаві. 22 липня 1920 року за власним бажанням переведений з II управління Генерального штабу на фронт і призначений начальником II відділу 13-ї піхотної дивізії, а потім — до командування Генеральної групи. Станіслав Галлер. 18 вересня 1920 року на прохання командира 9-ї піхотної дивізії полк. М. Трояновського, командувач 3-ї армії генерал Сікорський перевів Старжинського на посаду начальника оперативно-інформаційного відділу дивізії. У вересні 1920 року Старжинський відзначився в боях з 1-ю кінною армією Семена Будьонного. 14 жовтня 1920 року затверджений  в чині капітана, в піхоту, в групу старшин колишніх польських легіонів . З 12 грудня 1920 року по 6 квітня 1921 року Старжинський був начальником штабу 9-ї піхотної дивізії. Наприкінці квітня 1921 року Старжинського перевели з лінії на посаду референта інформаційного відділу ІІ Департаменту Міністерства внутрішніх справ. Навесні почалася демобілізація армії. На власне прохання та на прохання Центрального товариства польської промисловості, гірничої промисловості, торгівлі та фінансів у липні 1921 р. був звільнений від дійсної служби, переведений у запас і приписаний до 35-го піхотного полку в резерві. 8 січня 1924 року затверджений у чині капітана з вислугою років 1 червня 1919 року і 542-м місцем піхотного офіцерського складу . У 1934 році, як офіцер запасу, він залишився на обліку Окружного штабу Доповнення міста Варшави III. Був приписаний до Офіцерського крайового штабу № І. Тоді він був «рекламований на 12 місяців» . Звання майора отримав з вислугою років 19 березня 1939 року і 6-е місце піхотного складу офіцерів запасу .
У 1922 році він змінив свою конфесію на євангелістів-реформатів і вдруге одружився з Пауліною, уродженою Хшановською (народилася в 1894, померла 29 травня 1939  ) .

### Політична діяльність
За дорученням маршала Польщі Ю. Пілсудського у 1922–1924 роках виконував обов’язки генерального секретаря Польської реевакуаційної та спеціальної комісії, створеної для виконання польсько-російського Ризького договору. Комісія працювала в Москві та інших містах. Крім своєї роботи, Старжинський також стежив за змінами, що відбувалися в Росії. 1924 опублікував під псевд «Св. Степоль» дві праці: «Як насправді виглядає сьогоднішня Росія» та «Національні питання в радянській Росії». Був прихильником незалежної, демократичної України. У творі він піддав критиці журналістську діяльність Сталіна, присвячену національній проблематиці. У 1924 році повернувся до Варшави, де почав працювати в господарському управлінні держави. Новим етапом роботи є Міністерство казначейства, член секретаріату Економічного комітету міністрів на чолі з прем’єр-міністром і міністром казначейства Владиславом Грабським. Новий прем’єр-міністр Олександр Скшинський, побоюючись опозиції, наказав Старжинському призупинити виконання депутатських стипендій, через що Старжинський пішов у відставку 1 березня 1926 року. В атмосфері травневого перевороту він написав своє економічно-соціальне кредо «Програму уряду в Польщі». У ньому він постулював реформу адміністрації, яка повинна перебувати під постійним соціальним контролем. Виступав за розвиток місцевого та господарського самоврядування. Вихід із економічної депресії він бачив у податковому, кредитному та митному інтервенціонізмі. Він вбачав необхідність проведення аграрної реформи, надання кредитів для стимулювання капіталовкладень у сільське господарство, прискорення укрупнення, ліквідації сервітутів. Він вимагав розширення діяльності державних монополій. Він поєднував економічні надії з розвитком морської політики держави, будівництвом Гдині та залізничної магістралі Сілезія-Гдиня.
Після травневого перевороту він працював чиновником з особливих доручень прем'єр-міністра Казімєжа Бартеля, а потім директором Генерального департаменту міністерства фінансів і заступником міністра фінансів, з 1930 по 1933 роки він був членом сейму від імені BBWR. З грудня 1932 року він був звільнений від міністерства і призначений віце-президентом Державного господарського банку. У вересні 1933 року обійняв посаду генерального комісара Крайової позики. У своїх працях, присвячених економіці, він виступав за активну роль держави в капіталістичному товарному господарстві. Він ненавидів бюрократичну рутину і консерватизм. У 1931–1939 роках читав лекції у Вищій торговій школі . У 1934 році став президентом Асоціації польських міст. На виборах 1938 р. обраний сенатором РП.З 1936 р. заступник голови Головної ревізійної комісії Товариства польських легіонерів .У 1937 році бере участь у політичній діяльності Табору національної єдності. Він був прихильником авторитарного правління Юзефа Пілсудського, а потім Едварда Ридз-Шмігли

### Президентство
2 серпня 1934 року він змінив Маріана Зіндрам-Косцялковського на посаді уповноваженого мера столиці Варшави.. Вибори до міської ради, які кілька разів переносилися, відбулися 18 грудня 1938 року на підставі Акту про місцеве самоврядування столичного міста Варшави. від 16 серпня 1938 року. Новообрана міська рада у складі 100 осіб 29 березня 1939 року провела голосування щодо виборів нового мера міста . Кандидат від лівих сил Томаш Арцішевський отримав 42 голоси, Стефан Старжинський – 40 голосів; радники Національно-демократичної партії та ОНР відмовилися брати участь у голосуванні через зміну міністром внутрішніх справ правил обрання президента (згідно з новими правилами, кандидатури могли висувати лише клуби, що мали не менше 20 радників) . Через те, що жоден із кандидатів не набрав більшості, прем’єр-міністр призначив Старжинського на посаду президента міста .
За сприяння президента І. Мосціцького, віце-прем’єр-міністра та міністра фінансів Е. Квятковського, міністра сільського господарства Юліуша Понятовського та міністра освіти В. Свєнтославського розробив 4-річний план економічного розвитку столиці. Варшава за 1938–1942 роки. План передбачав інтенсивний розвиток житлової забудови на захід від Головного вокзалу, будівництво Західного вокзалу і, відповідно, розвиток району Охота, Коло та Чисте. Південна Варшава мала розвинути, т. зв Округ маршала Юзефа Пілсудського Мокотув мав бути розширений. У районі Сєкерковсько-Черняковська він планував побудувати спортивно-оздоровчий центр з метою організації Олімпійських ігор у Варшаві в 1950-х роках. План передбачав розвиток і модернізацію Повісля, Жолібожа, Білян і Повонзків. Він планував організувати Всесвітню промислову виставку у Варшаві в 1944 році на честь 25-річчя відновлення незалежності (виставка мала бути організована в районі нинішнього Національного стадіону). Він планував розвиток промисловості в районах: Бродно, Пелковизна та Жерань. Також мала бути побудована нова електростанція. У сфері сполучення планував розірвати трасу від вул. Халубінського, до пл. Міровського та пряме сполучення між Волею та Прагою з тунелем під Саським садом, площею Пілсудського, віадуком та новим мостом, що сполучає вул. Карова від вул. Бруківки . Площа Міровська мала бути з’єднаний з Площею за Залізною брамою, де мав бути вихід з тунелю.
Підсумок 5-річного правління Старжинського у Варшаві: будівництво понад 100 тис. кв. квартир з інфраструктурою, будівництво 30 шкільних будівель та модернізація кількох десятків старих, оздоблення та введення в експлуатацію - Національного музею, Будинку туристів, ринкової зала в Жолібожі, Лікарні Преображення Господнього, реконструкція палацу Бланка, Арсеналу, Палацу Брюля, відкриття фрагмента середньовічних мурів Варшави, підготовка ескізного проекту для будівництва мосту Пілсудського та мережі метро протяжністю 25 км, модернізація виїзних артерій Варшави, модернізація семи лікарень, будівництво Жолібожа, віадука над Гданським залізничним вокзалом і продовження вулиці Боніфратерської. 27 липня 1939 року він написав заповіт, у якому заповідав Національному музею власну колекцію мистецтва.

### Друга світова війна
Під час Вересневої кампанії, відмовившись виконати наказ про евакуацію зі столиці, з 8 вересня він обіймав посаду цивільного комісара при Командуванні оборони Варшави . На пропозицію вилетіти з Варшави літаком, надісланим Е. Ридз-Шміглим, відповів ген. Юліуш Роммель як командуючий обороною столиці: «Якщо Ви розділяєте долю своїх солдатів, так і я залишуся серед своїх». 6 вересня ген. Казімєж Соснковський викликав президента Старжинського поїхати до штабу командувача оборони Варшави ген. Валеріана Цума. У своїх спогадах «Тіні вересня» К. Соснковський зазначав: «Я звернувся до президента Старжинського з вимогою негайно мобілізувати варшавян на боротьбу і на допоміжну роботу. Домовилися, що він негайно звернеться до жителів столиці з проханням з'явитися на визначені збірні пункти для риття котлованів і будівництва барикад. Місто зобов'язувалося надати стільки саперної техніки, скільки було в її розпорядженні, решту і мінне спорядження мав надати комендант району І. Міська управа мала відключити газ і воду в смугах оборони. Перед закінченням брифінгу президент Старжинський доповів мені, що він негайно виконає всі рекомендації, однак наступного дня він повинен був передати посаду президента своєму заступнику та виїхати з Варшави, щоб доповісти полку. Моєю відповіддю було просити його залишитися там, де він є, у Варшаві, де він буде більш потрібний, ніж у полку. Президент Старжинський заявив, що залишиться на посаді, вважаючи мій наказ таким, що звільняє його від обов’язку з’являтися в полку". Президент Старжинський розширив мережу цивільної оборони столиці: Добровольчі батальйони для оборони Варшави, Робітничі батальйони для оборони столиці, Цивільна гвардія, Трудові батальйони та Рада оборони столиці (подібні до Ради 1920 р.) і Столичний комітет громадської самопомочі. Як чудовий організатор, він підтримував дух опору населення палкими радіовиступами. Є запис, на якому він вимовив пам’ятні слова: «Я хотів, щоб Варшава була великою (…) І сьогодні я бачу її великою…». Після капітуляції Варшави брав участь у створенні структури підпільної адміністрації. Співпрацював з першим головнокомандувачем польської служби перемоги ген. Міхал Карашевич-Токажевський.
Заарештований німцями 27 жовтня 1939 року в ратуші . Його допитували в штаб-квартирі гестапо на Алеї Шуха і ув'язнили в Центральному ізоляторі . Звідти його перевезли до колонії на вул. Раковицькій, звідки він потрапив до Пав'яка, де був ув'язнений ізольовано .

### Смерть
Розслідування смерті Старжинського в 1969–1972 роках проводила суддя Лідія Квятковська з Головної комісії з розслідування нацистських злочинів у Польщі .
Попередні гіпотези свідчать, що Старжинського було вбито 19 березня 1944 року в шахті калієвої солі, де він був в’язнем табору та працював у Лейпцизькій генеральній транспортній компанії, де виробляли деталі для літаків. За словами свідків, на естакади була покладена дошка, на яку поставили С. Старжинського з двома повними відрами води. Він залишався на ній, поки не знепритомнів і не помер. Дата і місце смерті були розголошені німецькою владою лише в січні 1994 року. Документи були в розпорядженні Штазі і, незважаючи на запити польської сторони, не були розголошені . Історики відносять смерть президента до айнзацгрупи IV під командуванням бригадефюрера СС Лотара Бойтеля, яка була переведена до Варшави 30 вересня 1939 року .
Слідчий відділ Інституту національної пам'яті, який з'ясовує обставини загибелі, завершив розслідування 8 вересня 2014 року. Прокурор Галузевої прокурорської комісії заявив, що смерть Стефана Старжинського сталася внаслідок розстрілу гестапо між 21 і 23 грудня 1939 року у Варшаві або її околицях. Виконавцями вбивства нібито були: обершарфюрер СС Герман Шімман, гауптшарфюрер СС Вебер і унтершарфюрер СС Перльбах .

#### Інші гіпотези
24 квітня 2018 р. Томаш Шарота представив детальну доповідь під назвою «Нові відкриття щодо смерті президента Старжинського» на засіданні двох лабораторій історії дипломатії та тоталітарних систем та історії Східної Європи та досліджень імперій 19-го та 20-го століть. Він обговорив наявну літературу, рішення про припинення розслідування Інституту національної пам’яті та власне дослідження таємниці смерті Стефана Старжинського. Він нагадав, що вже в 1946 році приватне (і забуте) розслідування провів журналіст тодішньої нащети «Життя Варшави» Станіслав Сахновський під своїм бойовим псевдонімом Яцек Воловський, який опублікував статтю на цю тему 1 червня 1946 р. Через рік після війни він проводив інтерв'ю з в'язнями німецького концтабору Дахау. Табірний кухар Ян Мазурек повідомив йому, що Старжинського тримають у спеціальному «бункері» за межами власне концтабору "Дахау". Про це він дізнався від Юзефа Грудо та його брата Юзефа Закла, які роздавали їжу ув’язненим. Священнослужитель отримав таємне повідомлення від Старжинського, який повідомляв, що його везуть до Берліна, де німці хочуть переконати його займатися пронімецькою діяльністю та антирадянською активізацією польського суспільства. Після відмови він очікував неминучого вбивства. Професор зазначив, що загадкове вбивство Стефана Старжинського могло бути пов’язане з німецькою операцією « Ніч і туман ».
За словами Томаша Шароти – на основі інтерв’ю Сахновського, взятого навесні 1946 року – німці розстріляли Старжинського 17 жовтня 1943 року. Історик закликав провести додаткові дослідження в німецьких архівах, особливо в Bundesarchiv Ludwigsburg . Присутність президента Старжинського в Дахау також підтвердили в’язень табору Ришард Вишневський, чиї свідчення посмертно повторила в Інституті національної пам’яті його донька , а також художник Юзеф Наджіцький, який ремонтував свою камеру, як було свідчено під час розслідування в січні 1972 року перед Головною комісією з розслідування нацистських злочинів у Польщі . Смерть Старжинського в 1943 році підтвердив С. Сахновському в'язень Дахау Стефан Козіцький, який до війни був журналістом, пов'язаним з Національним Рухом .
Гіпотезу смерті Старжинського в Дахау відкинув прокурор Інституту національної пам’яті, стверджуючи, що факт його перебування не був зафіксований у табірних документах і був відомий більшості в’язнів, у тому числі Томашу Мусіолу, хроністу історії табору,  генералу Ровецькому .

## Ордени та нагороди
- Орден Білого Орла (посмертно, 28 березня 2010) [32]
- Срібний хрест Військового ордена "Virtuti Militari" (24 вересня 1939)
- Орден Грюнвальдського хреста 1-го ступеня (посмертно, 6 вересня 1946) [33]
- Командорський хрест із зіркою Ордена Відродження Польщі (10 листопада 1933) [34] [35]
- Командорський хрест Ордена Відродження Польщі (10 листопада 1928) [36]
- Хрест Незалежності підпільної Польщі з мечами (посмертно, 12 серпня 1954) [37]
- Хрест Незалежності (6.06.1931) [38]
- Хрест Доблесті (тричі, 1921) [34] [39]
- Золотий Хрест Заслуги (11 листопада 1937) [34][40]
- Пам'ятна медаль за війну 1918–1921 рр. [34]
- Золотий академічний лавр (07.11.1936) [41]
- Медаль Десятиліття відновленої незалежності [34]
- Великий хрест ордена Леопольда II (Бельгія) [34]
- Великий офіцер Ордена Корони Італії (Італія) [34]
- Орден Хреста Орла 2-го ступеня (Естонія, 1935) [34] [42]

## Вшанування пам'яті
- Вулиця Стефана Старжинського та кільце у Варшаві.
- Статуя Стефана Старжинського, спочатку розташована в Саксонському саду, звідки була перенесена в 2008 році на вул. Саську перед штаб-квартирою початкової школи № 143 у Варшаві імені Стефана Старжинського при проспекті Сполучених Штатів, 27.
- Статуя Стефана Старжинського на площі Банковій навпроти палацу Комісії урядових доходів , де зараз знаходиться мер столиці Варшави.
- У 1978 році біля входу в корпус «А» Варшавської школи економіки на вул. Раковецькій, 24 відбулося відкриття пам’ятної дошки Стефану Старжинському.
- Окремо встановлена пам’ятна дошка на тротуарі проспекту Незалежності на рогу вулиці Домбровського. Вона була встановлена у 2004 році на території вілли на вул. Домбровського, 72 (колишня вул.Шустра), де жив Стефан Старжинський.
- У серпні 1999 року Рада Варшави присвоїла йому звання Почесного громадянина столичного міста Варшави.
- Ім'я майора Стефана Старжинського носить  10-го Варшавський автомобільний полк.
- Ім’я Стефана Старжинського також носить початкова школа № 143 у Варшаві, середня школа № 49 у Варшаві, початкова школа № 46 у Варшаві.
- На фасаді палацу Яблоновських у Варшаві встановлено меморіальну дошку на честь Стефана Старжинського.
- Кабацький ліс названий на честь Стефана Старжинського.
- На цвинтарі Повонзки є символічна могила Стефана Старжинського з 1957 року (Алея Заслужених, могила 77/78)
- При Музеї Варшавського повстання діє Інститут Стефана Старжинського
- У Ловичах його іменем названо житловий масив і вулицю. На будинку на вулиці Здунській, де він колись жив із батьками, встановили чавунну пам’ятну дошку.
- Він є головним героєм фільму "Де б ви не були, пане президенте ..." 1978 року з Тадеушем Ломніцьким у головній ролі
- Лукаш Ростковський, відомий під псевдонімом L.U.C., включив пісню «Tribute To Stefan Starzyński» до свого альбому 39/89 - "Зрозуміти Польщу" 2009 року.

На плебісциті, організованому редакцією «Газети Виборчої», «Радіо "Кольор » і Варшавським телевізійним центром у 2000 році, Стефана Старжинського було обрано «варшавянином століття» .

## Виноски
1. ↑  SNAC — 2010.
2. ↑  Internetowy Polski Słownik Biograficzny
3. ↑  Find a Grave — 1996.
4. ↑  Rocznik Polityczny i Gospodarczy 1939, Warszawa 1939, s. 72.
5. ↑  Wacław Lipiński, Dziennik, Warszawa 1989, s. 167.
6. ↑  Dunin-Wąsowicz, Krzysztof (1984). Warszawa w latach 1939–1945. Państwowe Wydawnictwo Naukowe. с. 23. ISBN 83-01-04207-9.
7. 1 2  Stefan Starzyński, 14 липня 2014, архів оригіналу за 14 липня 2014, процитовано 19 квітня 2023
8. 1 2  A. Garlicki, Stefan Starzyński, w: KSAP XX lat, pod red. H. Samsonowicza, Warszawa 2010, s. 283 (PDF).
9. ↑  Dz. Rozk. Wojsk. Nr 2 z 12 stycznia 1919 roku, poz. 55.
10. ↑  Dz. Rozk. Wojsk. Nr 66 z 14 czerwca 1919 roku, poz. 2114.
11. ↑  Dz. Rozk. Wojsk. Nr 71 z 28 czerwca 1919 roku, poz. 2300.
12. ↑  Dz. Pers. MSWojsk., Nr 40 z 20 października 1920 roku, s. 1064.
13. ↑  Rocznik Oficerski, 1923.
14. ↑  Rocznik Oficerski Rezerw, 1934.
15. ↑  Rybka та Stepan, 2004.
16. ↑  Zmarła małżonka prezydenta Warszawy. Gazeta Lwowska: 3. nr 120 z 31 maja 1939.
17. ↑  Odsłonięcie tablicy ku czci Stefana Starzyńskiego w podcieniach gmachu SGPiS w Warszawie. Kronika Warszawy. Państwowe Wydawnictwo Naukowe. 40: 176. 1979.
18. ↑  Związek Legionistów Polskich : 1936-1938 r.: sprawozdanie Zarządu Głównego Związku Legionistów Polskich, Warszawa 1938, s. 34.
19. ↑  Piątek, Grzegorz (2016). Sanator. Kariera Stefana Starzyńskiego. Warszawa: Wydawnictwo W.A.B. с. 124. ISBN 978-83-280-2149-5.
20. ↑  Piątek, Grzegorz (2016). Sanator. Kariera Stefana Starzyńskiego. Warszawa: Wydawnictwo W.A.B. с. 270–271. ISBN 978-83-280-2149-5.
21. ↑  Piątek, Grzegorz (2016). Sanator. Kariera Stefana Starzyńskiego. Warszawa: Wydawnictwo W.A.B. с. 270. ISBN 978-83-280-2149-5.
22. ↑  Piątek, Grzegorz (2016). Sanator. Kariera Stefana Starzyńskiego. Warszawa: Wydawnictwo W.A.B. с. 269, 271. ISBN 978-83-280-2149-5.
23. ↑  80 lat temu Niemcy rozstrzelali prezydenta Warszawy Stefana Starzyńskiego. Архів оригіналу за 23 грудня 2019. Процитовано 19 квітня 2023. [Архівовано 2019-12-23 у Wayback Machine.]
24. ↑  Bartoszewski, Władysław (1970). Kronika wydarzeń w Warszawie 1939–1949. Warszawa: Państwowe Wydawnictwo Naukowe. с. 12.
25. 1 2  Piątek, Grzegorz (2016). Sanator. Kariera Stefana Starzyńskiego. Warszawa: Wydawnictwo W.A.B. с. 16. ISBN 978-83-280-2149-5.
26. ↑  Piątek, Grzegorz (2016). Sanator. Kariera Stefana Starzyńskiego. Warszawa: Wydawnictwo W.A.B. с. 17. ISBN 978-83-280-2149-5.
27. 1 2 3 4 5  Prof. Tomasz Szarota podważa śledztwo IPN. Stefan Starzyński zwariował w celi, gdy Niemcy puszczali mu płyty z jego przemówieniami, wyborcza.pl (пол.)
28. ↑  Znani są zabójcy prezydenta Warszawy Stefana Starzyńskiego, 9 września 2014
29. ↑  Tadeusz Kur, „Sprawiedliwość pobłażliwa”, MON, Warszawa 1975, s. 7.
30. ↑  Zakończenie śledztwa w sprawie zabójstwa Prezydenta m. st. Warszawy Stefana Starzyńskiego. Instytut Pamięci Narodowej (пол.).
31. ↑  , Tomasz Szarota, "Referat pt. „Nowe ustalenia w sprawie śmierci prezydenta Starzyńskiego”, Warszawa, IH PAN, Rynek Starego Miasta 29/31"
32. ↑  M.P. z 2010 r. nr 40, poz. 573 „w uznaniu znamienitych zasług dla niepodległości Rzeczypospolitej Polskiej, za wielki wkład w rozwój Warszawy oraz za wykazaną odwagę i męstwo podczas jej obrony w 1939 r.”.
33. ↑  M.P. z 1947 r. nr 25, poz. 174.
34. 1 2 3 4 5 6 7 8  Czy wiesz kto to jest? (вид. II popr). Warszawa: Główna Księgarnia Wojskowa. 1938. с. 693–694.
35. ↑  M.P. z 1933 r. nr 259, poz. 277 „za wybitne zasługi na polu zorganizowania i przeprowadzenia akcji subskrypcji 6%-ej Pożyczki Narodowej”.
36. ↑  M.P. z 1928 r. nr 260, poz. 630 „za wybitne zasługi na polu organizacji i udoskonalenia administracji skarbowej”.
37. ↑  , Zbigniew Puchalski; Tadeusz Wawrzyński, "Krzyż i Medal Niepodległości"
38. ↑  M.P. z 1931 r. nr 132, poz. 199 „za pracę w dziele odzyskania niepodległości”.
39. ↑  „Za męstwo i osobistą odwagę okazane w walce z nieprzyjacielem w obronie Ojczyzny”; Rozkaz Ministra Spraw Wojskowych L. 1836 z 12 lipca 1921 r. (Dziennik Personalny z 1921 r. Nr 29, poz. 1209).
40. ↑  M.P. z 1937 r. nr 260, poz. 411 „za zasługi na polu pracy samorządowej i społecznej”.
41. ↑  M.P. z 1936 r. nr 261, poz. 460 „za zasługi dla dobra literatury”.
42. ↑  Eesti Vabariigi teenetemärgid. president.ee (ест.).
43. ↑  Bezdomny Warszawiak Stulecia. wyborcza.pl. 21 grudnia 2000.

## Зовнішні посилання
- Стефан Старжинський, Державна думка в економічному житті
- Інститут національної пам’яті розслідує вбивство нацистами Стефана Старжинського
- Варшава 1939 - путівник
- Видання Стефана Старжинського в бібліотеці Полони